# 37. pehotni polk (Italija)
37. pehotni polk Ravenna je bil pehotni polk (Kraljeve) Italijanske kopenske vojske.

## Zgodovina
Med prvo svetovno vojno je bil polk nastanjen na soški fronti, medtem ko je bil polk med drugo svetovno vojno (1942-43) nastanjen v Rusiji.